# Septum Retainer

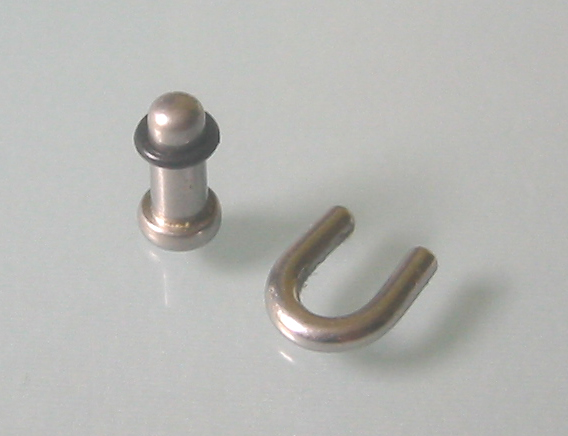
Verschiedene Septum Retainer

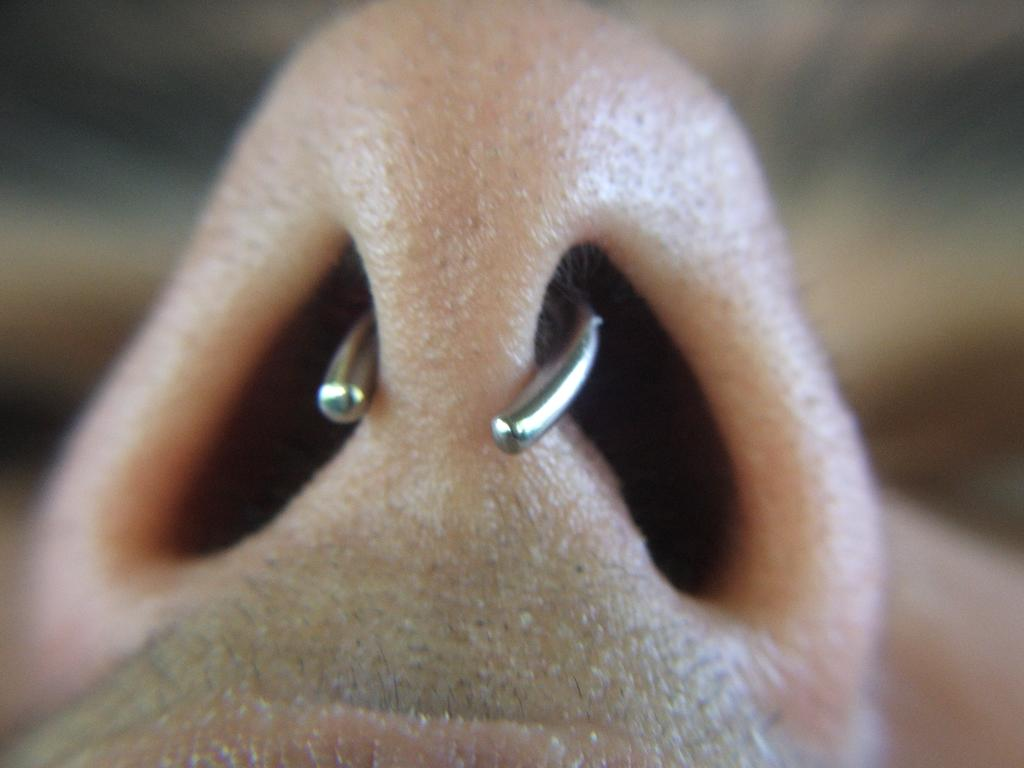
Eingesetzter Septum Retainer

Ein Septum Retainer (auch Septum Keeper) ist ein Piercingschmuck, der in den Stichkanal eines Septumpiercings (Piercing durch die dünne Haut vor der Nasenscheidewand) eingesetzt wird, wenn das Piercing möglichst unauffällig sein soll. Ein Septum Retainer kann zeitweilig getragen werden, um das Zuwachsen des Stichkanals zu verhindern, ohne auffälligen Schmuck tragen zu müssen, wenn dies gerade ungünstig ist. Es gibt aber auch dekorative Formen, die als Erstschmuck verwendet werden und damit dauerhaft getragen werden müssen, wenn man zwar ein Septumpiercing haben möchte, es aber zeitweilig verbergen muss.
Er ist meist aus Edelstahl gefertigt, mittlerweile jedoch auch oft aus matt-schwarz gefärbtem Niob erhältlich, um das Piercing noch besser tarnen zu können. Für Stichkanäle mit einem Durchmesser bis zu 3,2 Millimetern besteht er im einfachsten Fall aus einem U-förmigen Stift, dessen beide Enden in die Nase eingeklappt werden können und somit jeweils an der Nasenscheidewand anliegen. Es gibt ihn aber auch in Lyra- bzw. Ω-Form, womit er dann auch recht dekorativ wirkt, wenn er offen getragen wird. Bei geweiteten Piercings hat der Retainer üblicherweise die Form eines geraden Stiftes von etwa ein bis zwei Zentimetern Länge mit einer Platte größeren Durchmessers an einem Ende (entsprechend einem dicken Labret-Stecker), der von einem Gummiring als Verschluss auf der anderen Seite gehalten wird. Ein solcher Stift wird wegen seiner optischen Ähnlichkeit mit einer Pistolenpatrone auch Bullet genannt.